# Saltaro

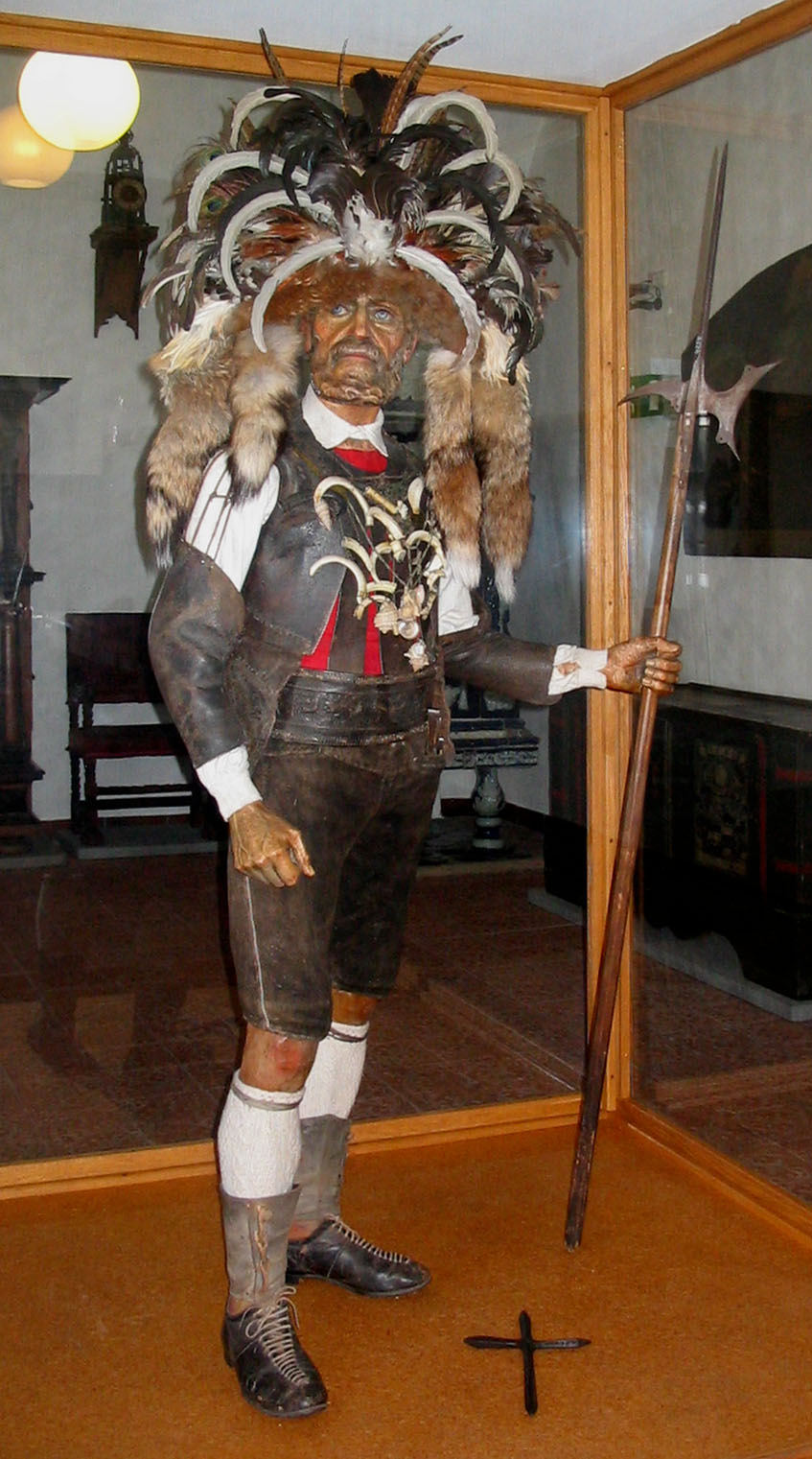
Abbigliamento da Saltaro nel XIX secolo.

Il saltaro o campaio era anticamente un ufficiale di polizia rurale preposto alla cura e custodia dei campi coltivati.

## Italia

### Trentino Alto Adige e Lombardia

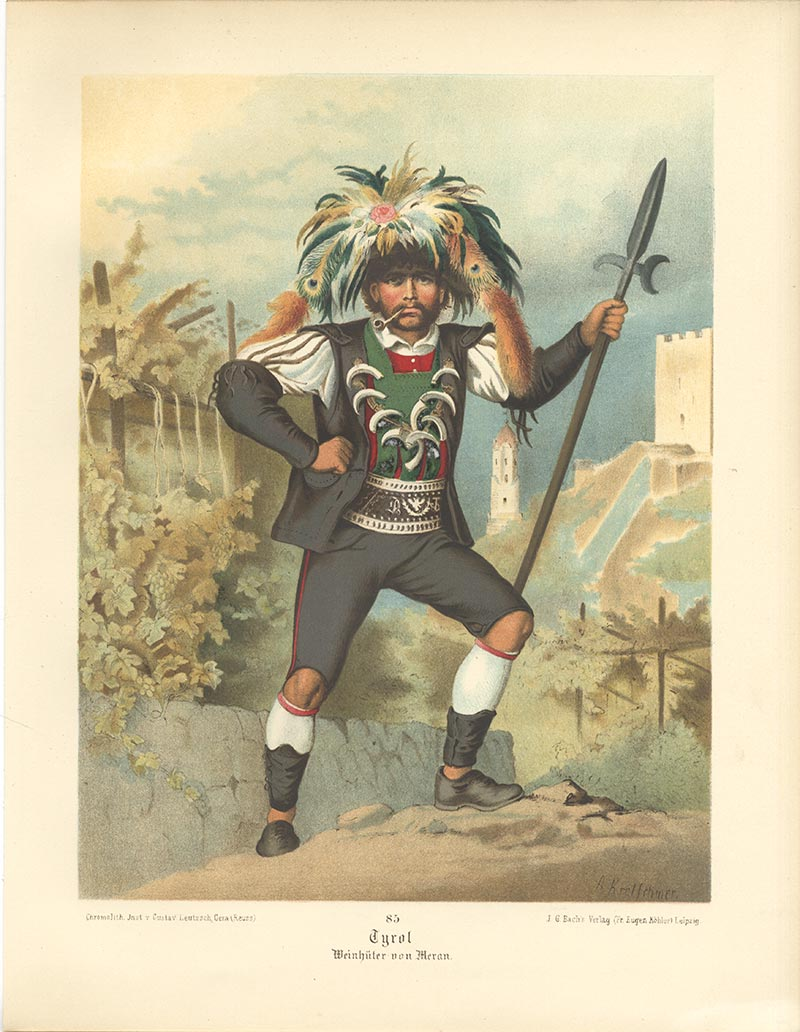
Saltaro di Merano in un'illustrazione ottocentesca.

Il saltaro (Saltner in tedesco) era un'antica figura amministrativa eletta nelle comunità rurali alpine della Lombardia e del Trentino-Alto Adige.
Da fine '800 nel Burgraviato, a causa dell'influsso turistico, si abbigliava in modo particolarmente vistoso.

### Emilia
Nel basso medioevo, in Emilia il saltaro (anche camparo, silvano o gualdermanno in area reggiana) era un ufficiale dei comuni rurali con l'incarico di vigilare sulle proprietà coltivate (sia collettive che private) e denunciare i danni subiti da persone o animali. L'incarico era piuttosto oneroso e comportava il continuo girare per la curia (il territorio della comunità locale), oltre a svolgere mansioni di pubblica sicurezza. Spesso erano presenti due o anche più saltari in uno stesso comune.